# علی‌قلی‌خان گراشی
علی‌قلی‌خان گراشی ملقب به معتمدالدوله، یکی از پسران فتحعلی‌خان و چهارمین حاکم لارستان و بنادر خلیج فارس از خاندان دهباشی گراشی بود. او بین سال‌های ۱۳۱۹ تا ۱۳۲۷ ه‍.ق حکومت لارستان را بر عهده داشت. او هشت پسر و هفت دختر داشت که از آن بین زادان‌خان به علت درگیری با حکومت مرکزی ایران در دوران پادشاهی رضاشاه، در جریان جنگ قلعهٔ گراش، به شهرت بیشتری رسید.